# هنری فاکس
هنری فاکس (انگلیسی: Henri Fuchs؛ زادهٔ ۲۳ ژوئن ۱۹۷۰) بازیکن فوتبال اهل آلمان است.
از باشگاه‌هایی که در آن بازی کرده‌است می‌توان به باشگاه فوتبال دینامو درسدن، باشگاه فوتبال لوکوموتیو لایپزیگ، باشگاه فوتبال کلن، باشگاه فوتبال قوت-وایس ارفورت، باشگاه فوتبال هانزا روستوک، و باشگاه فوتبال کمنیتس اشاره کرد.
وی همچنین در تیم ملی فوتبال زیر ۲۱ سال آلمان بازی کرده‌است.